# Karl Wurmb von Zinck
Günther Albrecht Karl (Carl) August Wurmb von Zinck (* 11. Mai 1795 in Sondershausen; † 19. Juni 1890 in Weißenfels) war ein preußischer Generalleutnant, Schlosshauptmann von Merseburg und Fideikommissherr auf Witzschersdorf.

Karl Wurmb von Zinck im hohen Alter

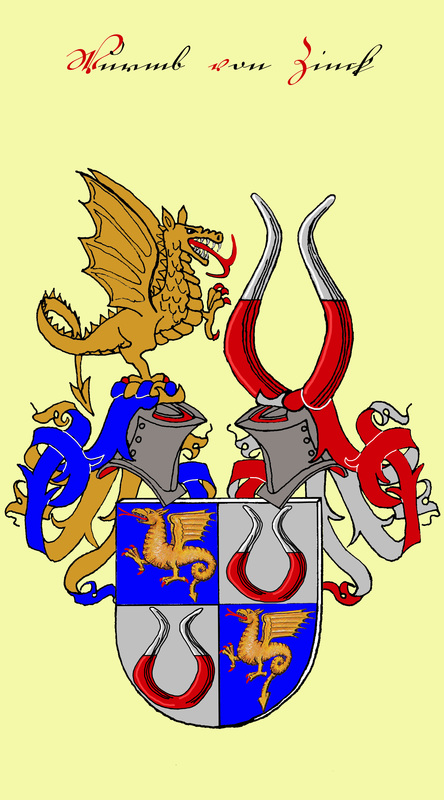
Wappen Wurmb von Zinck (seit 1838)

## Leben

### Herkunft
Karl von Wurmb entstammte dem alten thüringischen Adelsgeschlecht von Wurmb. Sein Vater war der schwarzburg-sonderhausische Kammerjunker Karl Friedrich Ernst von Wurmb (1769–1828) und seine Mutter Wilhelmine, geborene von Wilke (1771–1844). Am 5. April 1838 erreichte er bei der königlich preußischen Regierung in Berlin die Bewilligung einer Namens- und Wappenvereinigung Wurmb von Zinck (von 1786 bis 1945) für den jeweiligen Nutznießer des Fideikommisses Witzschersdorf.

### Laufbahn
Wurmb war seit 1807 Kadett in Dresden und wurde am 14. November 1810 als Sekondeleutnant im Husarenregiment „Prinz Johann“ der Sächsischen Armee angestellt. Mit dem Regiment beteiligte er sich 1812/13 auf der Seite Napoleons am Feldzug gegen Russland. Er kam noch am 20. Juni 1815 im Gefecht bei Namur zum Einsatz. Wurmb trat daraufhin am 6. August 1815 in preußische Dienste über, wurde im 12. Husarenregiment, mit Patent aus 1810 angestellt. Im Jahr 1817 avancierte er zum Premierleutnant sowie 1822 zum Rittmeister und Eskadronchef und 1840 zum Major. Bereits 1838 erbte er das Rittergut Witzschersdorf. Er war seit 1842 etatsmäßiger Stabsoffizier, wurde 1847 zunächst ad interim uns 1848 Kommandeur seines Regiments. Es folgten 1849 die Beförderung zum Oberstleutnant und 1851 die zum Oberst. Er erhielt zu Beginn des Jahres 1852 den Königlich Preußischen St. Johanniterorden. Der Abschied mit Pension wurde ihm 1853 gewährt, bei gleichzeitiger Verleihung des Charakters als Generalmajor. Im selben Jahr hat er den Roten Adlerordens III. Klasse mit Schleife erhalten. 1857 wurde Wurmb mit Pension zur Disposition gestellt. Am 9. Mai 1885 erhielt er noch den Charakter als Generalleutnant sowie kurz vor seinem Tod am 25. März 1890 die Erlaubnis zum Tragen der Uniform des Husarenregiment Nr. 12.
Wurmb war Ehrenritter des Johanniterordens.

### Familie
1821 heiratete er in Großfurra Wilhelmine Christiane von Hopffgarten. Sie war die Tochter des Oberlandeshauptmanns August Friedrich Ernst von Hopffgarten, Herr auf Schlotheim. Aus der Ehe ging zwei Söhne hervor:
- Günther Karl Wolf (* 1. August 1822 in Kölleda; † 4. März 1852), preußischer Premierleutnant a. D., Herr auf Großfurra ⚭ 1847 Helene Marie von Brenn (* 4. April 1825; † 9. September 1902), eine Tochter von Gustav von Brenn, 1854 wiederverheiratet mit Emil von Gutzmerow
- Günther Karl Lothar (1824–1890), preußischer Major a. D., Polizeipräsident von Berlin, Regierungspräsident von Wiesbaden ⚭ 1854 Emma Friederike Luise von Gleichen genannt von Rußwurm (* 5. März 1834; † 12. Januar 1901)